# Гетерография
Гетерогра́фия — способ письма, при котором некоторые слова, основы слов или выражения записываются на одном языке, а читаются на другом.
Примерами систематического использования гетерографии могут считаться аккадское письмо, использовавшее шумерские идеограммы, и японское письмо, где роль гетерограмм выполняют заимствованные из китайского письма иероглифы-кандзи.
Эпизодически гетерография встречается во многих языках мира; в частности, латинские сокращения Ibid., et al., etc. и N. (номер) часто читаются не по-латински, а на родном языке читающего: «там же», «и другие», «и так далее» и «номер» соответственно.
Также гетерографией называется неидеографическое письмо, использующее в разных словах одни и те же знаки в разных звуковых значениях или иным образом не соблюдающее взаимно однозначного соответствия между графемами и звуками языка. В той или иной степени яркими примерами здесь являются многие европейские письменности, в особенности английская.